# Cant espiritual
Cant espiritual és un poema d'Ausiàs March en el llindar del Renaixement que planteja un diàleg entre l'autor i Déu sobre la salvació en termes cristians. El títol aparegué en la seva edició de València del 1539. El poema està format per 224 versos, que es mostren a través de 28 estrofes de vuit versos cadascuna.
L'obra mostra el conflicte de l'autor entre la seva voluntat de creure i la certesa de la seva insuficiència i la seva pròpia desaparició. S'ha destacat la influència d'Anselm de Canterbury en el sentit del pecador que demana clemència i també pel que fa a la forma, ja que s'observen manlleus lèxics de sant Anselm. Estudiosos han apuntat que l'autor es presenta com un pecador atrapat per la justícia divina, i s'ha dit que traspua semipelagianisme en apuntar que només rep ajuda qui la busca, que també mostra en part el pessimisme agustinià-luterà i finalment que en part és jansanista perquè destaca el pes de la rigorositat divina sobre el pecador quan pensa en el moment de la mort.